# Dolores L. Augustine
Dolores L. Augustine ist eine US-amerikanische Historikerin.

## Leben
Sie erwarb 1976 den B.S. in Foreign Service an der Georgetown University, den M.A. 1984 an der FU Berlin und 1991 den Dr. phil. bei Hartmut Kaelble an der FU Berlin. Sie ist seit 1995 Professorin für Geschichte an der St. John’s University (New York).
Ihre Forschungsschwerpunkte sind Sozial- und Kulturgeschichte Europas, visuelle Kultur und Populärkultur des Kalten Krieges, Technologie in den beiden Deutschen seit 1945, der DDR (1945–1990), Kulturgeschichte der Technik in Deutschland, Eliten, Reiche im modernen Deutschland.

## Schriften (Auswahl)
- Patricians and parvenus. Wealth and high society in Wilhelmine Germany. Oxford 1994, ISBN 0-85496-397-9.
- Red Prometheus. Engineering and dictatorship in East Germany, 1945–1990. Cambridge 2007, ISBN 0-262-01236-7.
- Taking on technocracy. Nuclear power in Germany, 1945 to the present. Oxford 2018, ISBN 1-78533-645-2.